# Bernhard Sinkel
Bernhard Sinkel (* 19. Januar 1940 in Frankfurt am Main, Hessen) ist ein deutscher Regisseur, Autor und Produzent.

## Leben
Bernhard Sinkel studierte nach dem Abitur Jura an der Universität München und absolvierte das 1. und 2. juristische Staatsexamen. Danach wurde er Rechtsanwalt. Von 1970 bis 1972 war er Leiter des Archivs und der Dokumentation des Magazins Der Spiegel.
Nachdem er bereits an der Studiobühne der Universität und von 1964 bis 1966 auch für die Kleinkunstbühne Rationaltheater aktiv gewesen war, gründete er 1971 mit Alf Brustellin, Edgar Reitz, Ula Stöckl, Nikos Perakis und Alexander Kluge in München die Filmwerkstatt U.L.M. (Unabhängige Lichtspiel-Manufaktur). Sinkel beteiligte sich als Autor und Koproduzent.
Sein erster von ihm inszenierter Spielfilm, die Komödie Lina Braake oder Die Interessen der Bank können nicht die Interessen sein, die Lina Braake hat, erhielt 1975 als Bester Spielfilm den Deutschen Filmpreis in Silber. Der Film mit Lina Carstens in der Hauptrolle über eine alte Frau, die sich an der Bank rächt, durch welche sie ihre Wohnung verlassen musste, war ein Kritiker- und Publikumserfolg.
Ebenfalls 1975 hob Sinkel in München die ABS-Filmproduktion aus der Taufe und arbeitete weiter mit Alf Brustellin zusammen. Ihre Filme waren bis zu Brustellins Tod ausnahmslos gesellschaftskritisch orientiert.
1986 rief er mit Bodo Scriba die Alcor Film- und Fernsehproduktionsgemeinschaft ins Leben. Besonderen Erfolg errang die internationale Koproduktion Hemingway mit Stacy Keach in der Hauptrolle. Mit einem Budget von 35 Millionen Dollar und Dreharbeiten in sieben Ländern war diese vierteilige ZDF-Serie eine der aufwändigsten Produktionen des deutschen Films. Nach diesem internationalen Großprojekt zog sich Sinkel aus dem Filmgeschäft zurück. Er machte sich in den Jahren danach als Opernregisseur und Buchautor einen Namen.
Sein Archiv befindet sich im Archiv der Akademie der Künste in Berlin.
Sinkel ist Mitglied der Bayerischen Akademie der Schönen Künste und seit 2015 Direktor der Abteilung Film und Medienkunst. 2020 wurde ihm das Bundesverdienstkreuz am Bande verliehen.

## Filmografie
- 1973: Clinch oder Das Puppenhaus (Fernsehfilm)
- 1974: Lina Braake oder Die Interessen der Bank können nicht die Interessen sein, die Lina Braake hat – Bundesfilmpreis
- 1975: Berlinger – zusammen mit Alf Brustellin
- 1976: Der Mädchenkrieg – zusammen mit Alf Brustellin, Bundesfilmpreis und Silberne Muschel von San Sebastián
- 1977: Taugenichts – Bundesfilmpreis
- 1978: Deutschland im Herbst – zusammen mit Alexander Kluge, Rainer Werner Fassbinder, Volker Schlöndorff und andere – Bundesfilmpreis
- 1978: Der Sturz
- 1980: Kaltgestellt
- 1981: Bekenntnisse des Hochstaplers Felix Krull (fünfteilige Fernsehserie)
- 1986: Väter und Söhne (vierteilige Fernsehserie)
- 1987: Hemingway (vierteilige Fernsehserie) – Golden Globe Award für Stacy Keach für den besten Schauspieler
- 1992: Der Kinoerzähler – Preis der C.I.C.A.E.

## Bücher
- Väter und Söhne. Eine deutsche Tragödie. Athenäum, Frankfurt am Main 1986, ISBN 3-7610-8416-1.
- Bluff. Dt. Taschenbuch-Verlag, München 2003, ISBN 3-423-24373-2.
- Der dritte Sumpf. Dt. Taschenbuch-Verlag, München 2005, ISBN 3-423-24502-6.
- Augenblick der Ewigkeit. Knaus, München 2010, ISBN 978-3-8135-0371-5.
- Der Wachtelkönig oder Gewinne werden eingesackt, Verluste trägt die Allgemeinheit. cmz-Verlag, München 2017, ISBN 978-3-87062-198-8.

## Operninszenierungen
- 1993: Die Bassariden von Hans Werner Henze – Deutsche Oper am Rhein
- 1994: Les Opéras-minute von Darius Milhaud
- 1994: Der arme Matrose von Jean Cocteau und Darius Milhaud
- 1995: Parsifal von Richard Wagner – Städtisches Opernhaus Nürnberg

## Auszeichnungen
- 1975: Filmband in Silber (Produktion) für Lina Braake
- 1975: INTERFILM-Preis auf der Berlinale 1975 für Lina Braake
- 1976: Ernst-Lubitsch-Preis für Lina Braake
- 1977: Filmband in Silber (Produktion) für Der Mädchenkrieg
- 1978: Filmband in Silber (Produktion) für Taugenichts
- 1978: Filmband in Gold (Konzeption) für Deutschland im Herbst
- 1978: Gilde-Filmpreis (Bester deutscher Film) für Mädchenkrieg